# ライトハウス・ファミリー
ライトハウス・ファミリー (Lighthouse Family) は、当初1990年代半ばから2000年代初めまで活動していたイギリスの音楽デュオ。ボーカリストのトゥンデ・ バイユーとキーボード奏者のポール・タッカーは、大学在学中に、同じようにバーで働いていたことをきっかけに出会い、1993年にイングランドのニューカッスル・アポン・タインでユニットを結成した。1995年のデビュー・アルバム『Ocean Drive』は、イギリス国内だけで180万枚以上を売り上げ、彼らはヨーロッパ全域でイージーリスニング・デュオとしての地位を確立した。
彼らは特に、「Lifted」、「Lost in Space」、「Ocean Drive」、「Raincloud」などの曲で知られ、「High」は、オーストラリアのARIAシングル・チャートでも首位に立った。
2019年7月5日には、18年ぶりのアルバム『Blue Sky in Your Head』が発表された。

## 経歴

### 結成とレコード契約

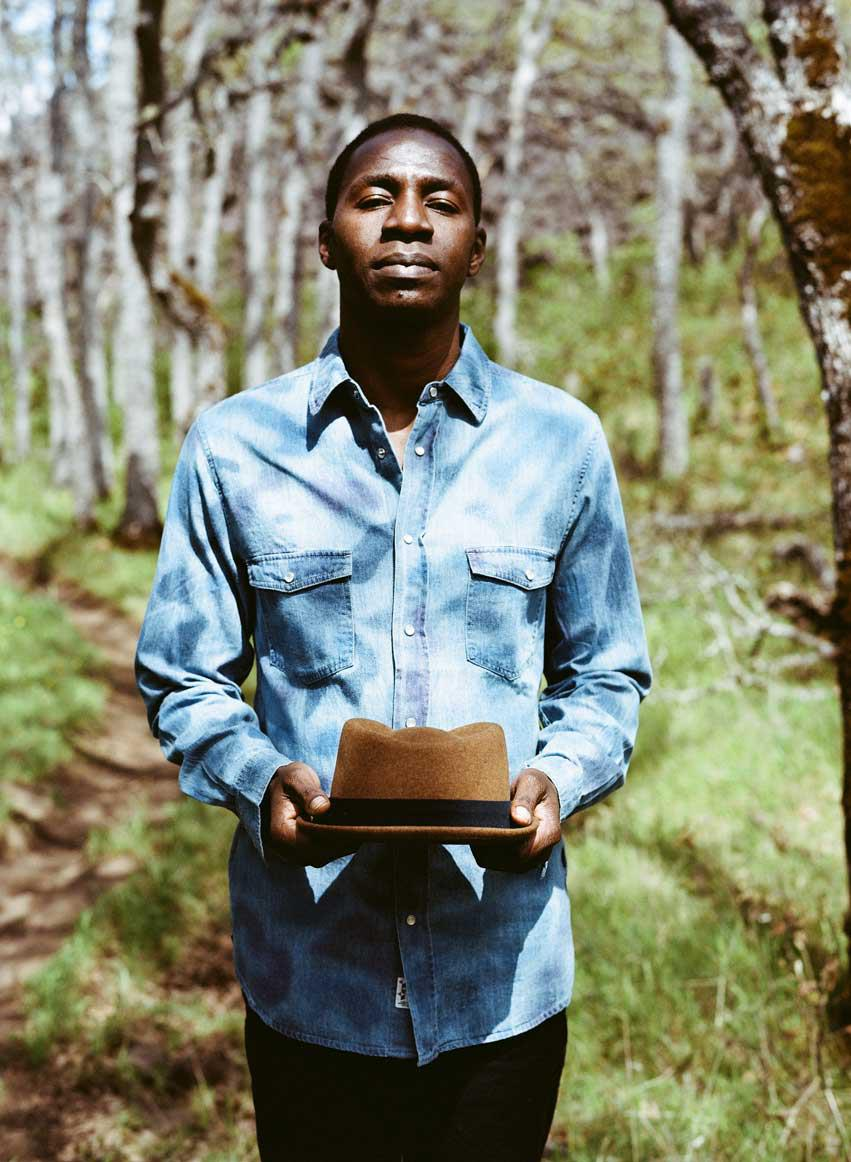
トゥンデ・ バイユー、2020年撮影。

バイユーとタッカーは、バーで働いていて出会い、タッカーが1980年代に書き溜めていた多数の楽曲のデモ音源を一緒に録音するようになった。その中に、「Ocean Drive」のデモ音源もあり、ポリドールのA&Rディレクターだったコリン・バーロウ (Colin Barlow) が関心を示して、1993年に6か月間のデモ契約をこのバンドと結んだ。
折からのイギリス経済の景気後退のあおりを受け、当時のイギリスのレコード・レーベルは、もっぱら短期間に利益を生み出しそうなアーティストたちと契約をしていた。しかし、『タイムズ』紙によれば、バーロウはこのバンドが「10年以上続く」ことができるだろうと見通していた。最初のアルバムが発表された当時、ポリドールはこのバンドに25万ポンドを注ぎ込んできた。プロデューサーにマイク・ピーデンを起用したことは「大きな出費 (big spend)」であり、ミュージック・ビデオは海外のロサンゼルスやラスベガスで撮影された。

### 商業的成功
先行シングル「Lifted」はBBCのBBC Radio 1や数多くのLocal BBC Radioでエアプレイされ、ITVの『The Chart Show』はミュージック・ビデオを放映した。それでも、1995年のうちには、シングル、アルバムとも十分な売り上げには達しなかった。しかし、1996年に「Lifted」が再発売されると、この曲は全英シングル・チャートのトップ5に入り、一旦は廃盤となった『Ocean Drive』も再発売されて、1997年末にはプラチナ・アルバム基準の6倍の売上が認定され、全英アルバム・チャートには154週にわたってチャート入りした。アルバムの世界全体の売上は250万枚に達した。
これに続くアルバム『Postcards from Heaven』も同様の成功を1997年に収めた。こちらの世界売上は370万枚に達した
2003年はじめ、ライトハウス・ファミリーは、2001年のアルバム『Whatever Gets You Through the Day』発表直後の「宣伝活動のための過重なスクジュール (heavy promotional schedule)」を理由に、活動を縮小させた。これを機に、ふたりはそれぞれ個人の活動に取り組むようになった。バイユーはソロ・アーティストとなり、タッカーはロック・バンド、オレンジ・ライツに加わった。

### カムバック
2010年11月、ふたりはライトハウス・ファミリーの再結成を発表し、2011年2月から3月にかけてイギリスおよびアイルランドでのツアーを敢行した。これは、ライトハウス・ファミリーとしては、8年ぶりの公演であった。2011年2月17日の朝のテレビ番組『BBCブレックファスト』のインタビューでふたりは、離れていた間も連絡は取り合っていたこと、すぐに新しいアルバムを出す決まった予定はないことなどを明らかにした。しかし、タッカーは、このインタビューの中で、「いくつものポケットが...いっぱいになるくらいの多数の曲 (pockets... full of songs) が既にあるとも述べていた。
デュオは、『Blue Sky in Your Head』と題された新しいアルバムを2019年5月3日にリリースすることを決め、シングル「My Salvation」を先行して3月21日に発表した。ところが、アルバムの発表は遅れて、2019年7月5日となった。『Blue Sky in Your Head』は彼らの18年ぶりのアルバムとなった。このデュオは、2021年には南アフリカやイギリスでのツアーを計画している。

## ディスコグラフィ
- Ocean Drive (1995)
- ポストカーズ・フロム・ヘヴン / Postcards from Heaven (1997)
- ホワットエヴァー・ゲッツ・ユー・スルー・ザ・デイ / Whatever Gets You Through the Day (2001)
- Blue Sky in Your Head (2019)